# سامسونج جالكسي إس بلاس
سامسونج جالكسي إس بلاس (بالإنجليزية: Samsung Galaxy S Plus)، هو هاتف ذكي أندرويد، قُدم في أغسطس 2011. نظرياً، الجهاز هو تحديث طفيف لهاتف سامسونج جالكسي إس. مع ذلك، فكل مكونات العتاد مختلفة تقريباً.
يُبرز جالكسي إس بلاس مجموعة شرائح كوالكوم سنابدراغون S2 MSM8255T مع معالج كوالكوم سكوربيون 1.4 غيغا هرتز الأسرع من سامسونج جالكسي إس الأصلي بمرافقة و.م.ر. (المعززة) أدرينو 205 الأبطأ قليلاً من باور في آر SGX540.
قد يكون الجهاز غير مشهور بالتحديد. بعض المطورين لم يؤدوا العمل بهذا الجهاز رغم ذلك. صدر في البداية بأندرويد 2.3.3، لكن يمكن تحديثه إلى 2.3.6. هذا الجهاز يدعم بشكل غير رسمي نسخ سيانوجين مود حتى 11.0 (أندرويد 4.4.2). معالج الجهاز أيضاً يمكن كسر سرعة معالجه حتى 1.8 غيغا هرتز مع نواة مخصصة.

## وصلات خارجية
- كل التطويرات المتعلقة بجالكسي إس بلاس (مطورو-إكس دي أيه)
- سامسونج جالكسي إس بلاس جيلي بين نسخة محفوظة 21 فبراير 2013 على موقع واي باك مشين.